# Sagamore Camp

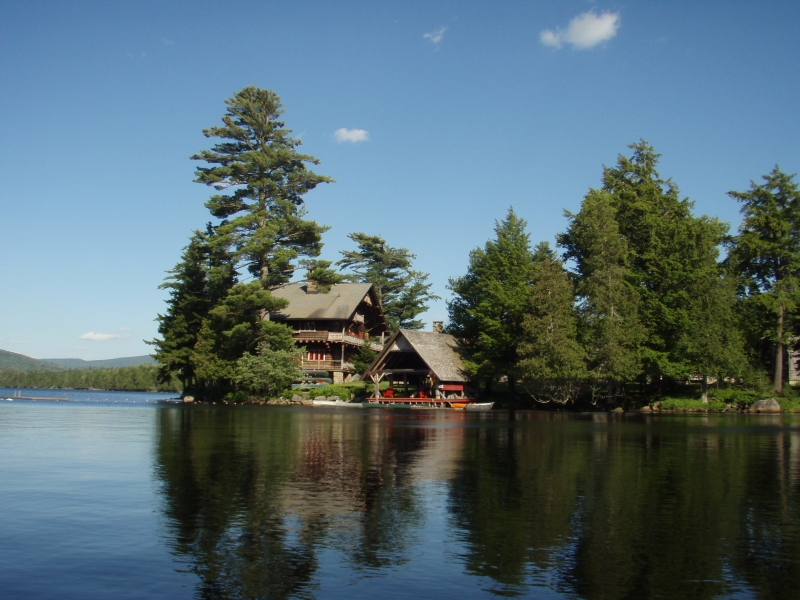
Camp Sagamore am Raquette Lake

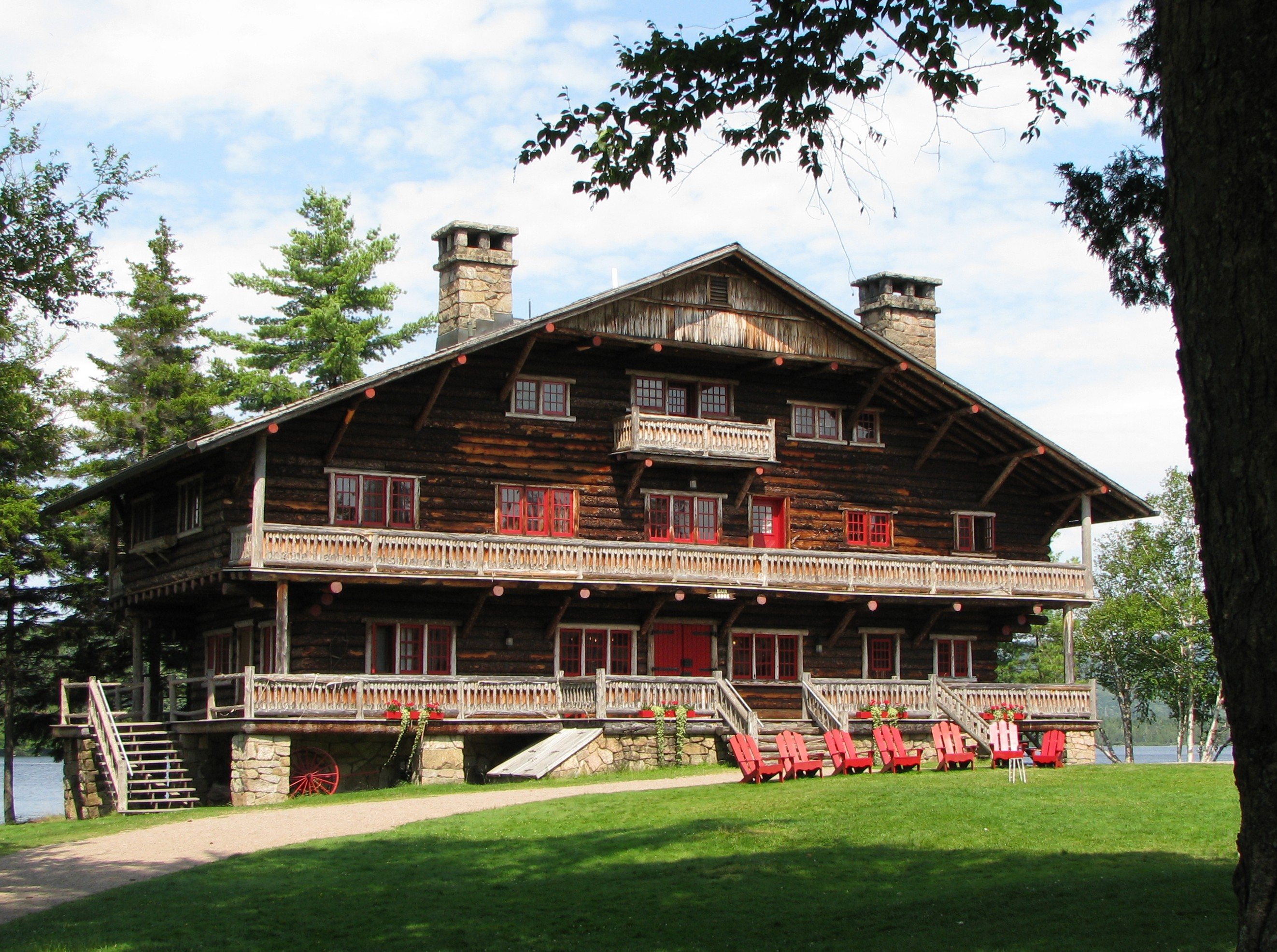
Haupthaus (Main Lodge) des Camp Sagamore (2009)

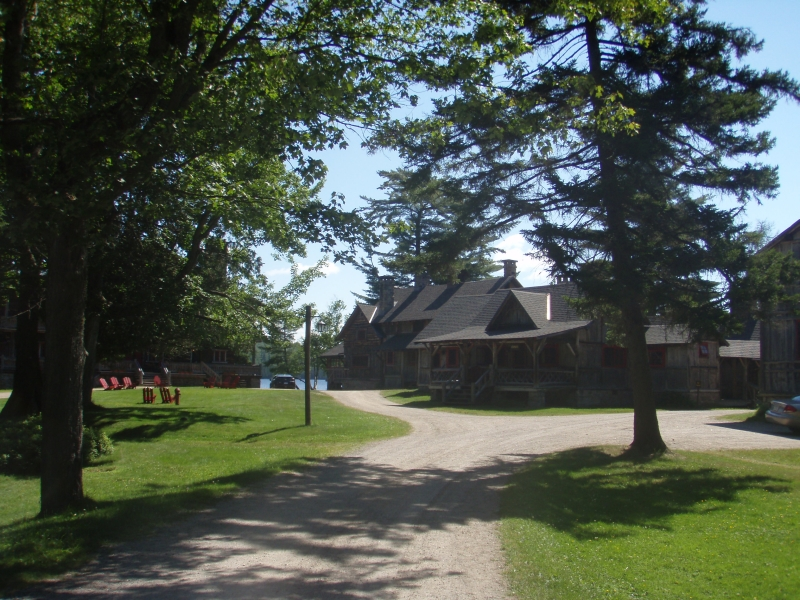
Wohnhütten im Camp Sagamore

Sagamore Camp oder Sagamore Lodge war ehemals die luxuriöse, ländliche Residenz des Millionenerben und Geschäftsmannes Alfred Gwynne Vanderbilt. Das Camp liegt auf einer Halbinsel des kleinen Raquette Lake in den Adirondack Mountains, im Norden des US-Bundesstaates New York. Heute ist die Anlage National Historic Landmark, und die verbliebenen Gebäude beherbergen ein Hotel sowie ein Konferenzzentrum. Administrativ gehört Camp Sagamore zur Gemeinde Long Lake, Hamilton County, New York.

## Geschichte
William West Durant, Sohn von Thomas C. Durant, dem Vizepräsidenten der Union Pacific Railroad, gestaltete das Areal in der abgelegenen Gegend zwischen 1895 und 1897 als eines von mehreren „Adirondack Great Camps“. Die Camps waren dafür gedacht, vermögenden Personen den Eindruck ursprünglichen Lebens in der Wildnis zu vermitteln, jedoch mit jeglichem, für die damalige Zeit fortschrittlichen Komfort, wie zum Beispiel elektrische Beleuchtung und zentrale Wasserversorgung. Die neu entstandene New York Central Railroad Adirondack (heute Adirondack Scenic Railroad) zwischen Utica (New York) und Lake Placid sollte die rustikalen, dennoch bequemen Resorts in den Adirondack Mountains erschließen.
1901 erwarb Alfred Gwynne Vanderbilt, Urenkel und einer der Erben von Cornelius Vanderbilt, einem der erfolgreichsten und vermögendsten Unternehmer der Vereinigten Staaten, das Gelände. Alfred Vanderbilt und, nach seinem Tod beim Untergang der Lusitania, seine Witwe Margaret Emerson, bauten das Camp weiter aus. Es blieb im Eigentum der Familie bis 1954, danach nutzte die Syracuse University die Gebäude als Konferenzzentrum. 1975 wurde der Besitz in das Sagamore Institute überführt, einer gemeinnützigen, überparteilichen, öffentlichen Forschungsorganisation mit Sitz in Indianapolis.
Im Januar 1976 nahm der National Park Service die Anlage in das National Register of Historic Places auf und verlieh ihr im Mai 2000 den Status einer National Historic Landmark. Die heutige Hotelanlage steht jedermann offen und vermittelt den Eindruck rustikalen Lebens inmitten der Natur, ohne auf die Notwendigkeiten der Zivilisation verzichten zu müssen.

## Beschreibung
Das etwa 6 km² umfassende, überwiegend dicht bewaldete Gelände war ursprünglich mit insgesamt 27 Häusern unterschiedlicher Größe bebaut, die in zwei getrennten Komplexen angeordnet sind, einem Gästebereich am Seeufer und in eine davon abgesetzte, einfacher ausgestattete Siedlung für die Angestellten. Die beiden Bereiche wurden auf getrennten Wegen erschlossen. Die Zuwegung zum Gästetrakt führte absichtlich lang und gewunden durch den Wald, um den Anreisenden das Gefühl zu vermitteln, sich inmitten unberührter Wildnis zu bewegen.
Die rustikalen, aber komfortablen Holzhäuser des Gästetraktes gruppierten sich um eine Main Lodge im Stil eines Schweizer Chalets. Die Gäste der Familie Vanderbilt übernachteten in 14 „Cabins“, behaglichen, über das Gelände verstreuten Holzhütten. Zum Areal gehörten außerdem ein Bootshaus, Tennisplätze, eine Bowling-Bahn und ein Croquet-Rasen. Anfangs umfasste der Besitz noch eine Farm, die für die Eigenversorgung mit Lebensmitteln und Pferdefutter zuständig war, sowie Pferdeställe, Werkstätten, ein Gewächshaus und einen Dampfschiffanleger am nahegelegenen Sagamore Lake. Eine eigene Trinkwasseraufbereitung am See und ein Wasserkraftwerk für die Energieversorgung machten die Anlage völlig autark.
Nicht alle Gebäude sind noch erhalten, die Cabins stehen heute den Hotelgästen zur Verfügung.